# Ульман, Костя
Костя Ульман (нем. Kostja Ullmann; род. 1984) — немецкий актёр.

## Биография
Костя Ульман родился 30 мая 1984 года в Гамбурге.
Отец Кости, будучи актёром, привёл сына в своё актёрское агентство и уже в одиннадцать лет он получил свой первый актёрский опыт в театре. В 1998 дебютирует на экране в эпизодической роли телефильма «Король Майорки», после этого следуют также эпизодические роли в различных телесериалах («Двое мужчин на кухне», «Полицейский участок большого города» и другие) и телефильмах («Супружеский кошмар», «Семья XXL» и другие).
В 2004 году дебютирует в кино — в драме «Летний шторм» режиссёра Марко Кройцпайнтнера, для роли в которой он уходит из театральной школы. После снимается в главных ролях в телефильмах «Школьная поездка» — комедия о старшеклассниках, отправившихся в школьную поездку в Зауэрланд, и «Тайная любовь», где он играет старшеклассника, влюбившегося во взрослую женщину.
В 2006 году снимается в ещё одном фильме об отношениях юноши и взрослой женщины — «Преследуемый», в котором он играет 16-летнего условно осужденного Яна Винклера, строящего БДСМ-отношения со своим инспектором службы надзора, Эльзой Зайферт, которую играет Марен Кройманн. На кинофестивале в Локарно фильм победил в номинации Золотой леопард — Кинематографисты настоящего времени (англ. Golden Leopard Filmmakers of the Present C.P.COMPANY), вручаемой итальянским домом мод.
В 2008 году за роль в телефильме «Чудо в Берлине» был номинирован на премию «Bayerischen Fernsehpreis» в номинации Лучший актёр телефильма. В фильме «Блудный сын» 2009 года играет молодого немца, принявшего ислам и подозреваемого в терроризме. В 2010 году снимается у Марка Ротемунда в его новом фильме — «Фанатки на завтрак не остаются». В 2013 году снялся в эпизодической роли в фильме «Таймлесс. Рубиновая книга». В 2017 году снялся в главной роли в фильме «Не/смотря ни на что» режиссёра Марка Ротемунда.
Костя Ульман с 2016 года женат на немецкой актрисе Джанин Рейнхардт, но в 2018 году пара рассталась.

## Фильмография
| Год  |    | Русское название                       | Оригинальное название                           | Роль             |
| ---- | -- | -------------------------------------- | ----------------------------------------------- | ---------------- |
| 1998 | тф | Король Майорки                         | König auf Mallorca                              |                  |
| 1999 | с  | Двое мужчин на кухне                   | Zwei Männer am Herd                             | Ян Фишер         |
| 2001 | тф | Супружеский кошмар                     | Albtraum einer Ehe                              | Михаэль Шиффер   |
| 2002 | с  | Полицейский участок большого города    | Großstadtrevier                                 | Раджа Арумуган   |
| 2002 | тф | Семья XXL                              | Familie XXL                                     | Тимо Крамер      |
| 2002 | с  | Дуэт                                   | Das Duo                                         | Фабиан Бергиус   |
| 2004 | ф  | Летний шторм                           | Sommersturm                                     | Ахим             |
| 2004 | тф | Школьная поездка                       | Klassenfahrt - Geknutscht wird immer            | Тоби             |
| 2004 | с  | Преступления без срока давности        | Der Elefant - Mord verjährt nie                 | Дэвид Риллинг    |
| 2004 | с  | Место преступления                     | Tatort                                          | Марк Ландау      |
| 2005 | с  | Криминальный кроссворд                 | SOKO Leipzig                                    | Томаш Воглер     |
| 2005 | с  | Закон Вольфа                           | Wolffs Revier                                   | Доминик Бреннеке |
| 2005 | тф | Тайная любовь                          | Heimliche Liebe - Der Schüler und die Postbotin | Джо Райнхардт    |
| 2006 | ф  | Преследуемый                           | Verfolgt                                        | Ян Винклер       |
| 2007 | тф | Сокровища Трои                         | Der geheimnisvolle Schatz von Troja             | Деметриос        |
| 2007 | ф  | Изменение положения                    | Stellungswechsel                                | Лассэ            |
| 2008 | тф | Эта жизнь для тебя                     | Die Zeit, die man Leben nennt                   | Люка             |
| 2008 | тф | Чудо в Берлине                         | Das Wunder von Berlin                           | Марко Кайзер     |
| 2008 | тф | Храбрый портняжка                      | Das tapfere Schneiderlein                       | Шнайдер Дэвид    |
| 2009 | ф  | Дикие курочки и жизнь                  | Die wilden Hühner und das Leben                 | Макс             |
| 2009 | тф | Блудный сын                            | Der verlorene Sohn                              | Райнер Шрёдер    |
| 2009 | с  | Место преступления                     | Tatort                                          | Керим Коркмаз    |
| 2010 | ф  | Фанатки на завтрак не остаются         | Groupies bleiben nicht zum Frühstück            | Кристофер        |
| 2012 | ф  | Ангел-хранитель                        | Schutzengel                                     | Курт             |
| 2013 | ф  | Таймлесс. Рубиновая книга              | Rubinrot                                        | Джеймс           |
| 2014 | ф  | Самый опасный человек                  | A Most Wanted Man                               | Рашид            |
| 2014 | ф  | Таймлесс 2: Сапфировая книга           | Saphirblau                                      | Джеймс           |
| 2014 | ф  | Начало                                 | Coming In                                       | Том              |
| 2014 | ф  | 3 турка и 1 младенец                   | 3 Türken & ein Baby                             | Джелал Йелдиз    |
| 2016 | ф  | Биби и Тина: Девчонки против мальчишек | Bibi & Tina: Mädchen gegen Jungs                | Лео Шмакес       |
| 2016 | ф  | Таймлесс 3: Изумрудная книга           | Smaragdgrün                                     | Джеймс           |
| 2017 | ф  | Не/смотря ни на что                    | Mein Blind Date mit dem Leben                   | Салия Кахаватте  |